# Kopidodon
Kopidodon – rodzaj wymarłego ssaka. Żył we wczesnym eocenie.

## Opis
Przypominał wiewiórkę. Był największym zamieszkującym drzewa ssakiem eoceńskiej Europy, mierzył bowiem 115 cm, z czego większość stanowił ogon. Posiadały one przerażające kły, używane prawdopodobnie do obrony. Ich trzonowce były przystosowane do żucia pokarmu roślinnego, a nie mięsa. Łapy i pazury pozwalały na zręczne wspinanie się po drzewach, jak to czynią dzisiejsze wiewiórki. Podobnie jak one miał też długi ogon pozwalający mu utrzymać równowagę.
Szczątki odnalezione zostały w kopalni Messel, przy czym zachowały się ślady futra.